# Nick J. Swarth
Nick J. Swarth (Tilburg, 18 februari 1959) is een Nederlandse schrijver-dichter.

## Biografie
Nick J. Swarth, name of choice van de Nederlandse dichter en performer J.A.W.M. Geerts (Tilburg, 18 februari 1959). Ook gekend als X-burger Swarth en Störsender Swarth. In die laatste gedaante neemt hij in het guerrilla rock trio Betonfraktion de stem voor zijn rekening. Daarnaast opereert hij bij gelegenheid als ‘juffrouw’ Janine Ensslin. 
Nick J. Swarth debuteerde in september 1997 met twee gedichten in het Vlaamse literaire magazine Yang. In 1999 won hij met de theatermonoloog ‘Sterrevinks Kledij’ de Literaire Prijs van de Provincie Gelderland. In de periode 1997-2005 publiceerde hij teksten in Yang, DW B, De Brakke Hond en Parmentier. Van 1999-2005 schreef Swarth artikelen en recensies over literatuur voor het Brabants Dagblad en het Eindhovens Dagblad.
In 2005 verscheen ‘De napalmsessies’. De dvd-dichtbundel vormt de registratie van een project met tenorsaxofonist Tobias Delius, turntablist Steve Noble en beeldend kunstenaar Simon Heijdens. Ter gelegenheid van het 15-jarig bestaan van de Roze Maandag (de derde dag van de Tilburgse kermis) schreef Swarth ‘Het Pikkie met de Kale Wup’, “een burleske, groteske, hilarische, absurdistische queeste” (Brabants Dagblad). De novelle snelt in 16 hoofdstukken door de geschiedenis van de LGBT-gemeenschap. Zestien Tilburgse cartoonisten (waaronder Gummbah, Jeroen de Leijer, S. Lloyd Trumpstein, Ivo van Leeuwen, Michiel van der Pol, Jean Paul Arends en René van Densen) tekenden ieder een prent, die in het boek kan worden geplakt.
In hetzelfde jaar werd Swarth benoemd tot stadsdichter van Tilburg, dat hij omdoopte tot X-Burg. Hij was niet zozeer geïnteresseerd in de waan van de dag, maar meer in het wezen van de stad, die hij daarom ook X-burg doopte. Het is Tilburg, maar eigenlijk ook elke andere stad. De inwoner van die deels realistische, deels fictieve stad is dan een X-burger. In 2007, bij zijn afscheid als stadsdichter, deed hij verslag van zijn bevindingen in de tweetalige bundel ‘Naked City Poems’. De bundel werd gepresenteerd in Newcastle upon Tyne (Engeland). De reden hiervoor was dat Swarth en een deel van de Tilburgse gemeenteraad overhoop lagen over het project ‘Horror Vacui – een docudrama in 14 staties’(2008).
‘Horror Vacui – een docudrama in 14 staties’ is een project van beeldend kunstenaar Jeroen de Leijer en Swarth, die de teksten voor zijn rekening nam. Uitgangspunt voor het werk vormt de katholieke kruisweg. Toen bekend werd dat het werk in het kader van het KORT-beleid (Kunst in de Openbare Ruimte Tilburg) een plaats zou krijgen in de openbare ruimte viel dat bij de lokale katholieke gemeenschap in slechte aarde. Er ontspon zich een discussie over het al dan niet vermeende kwetsende karakter van het werk. Uiteindelijk werd het verwezenlijkt in de wandelgangen van een semi-openbare ruimte, theater De Nwe Vorst. 
Minder stof deed een ander KORT-project opwaaien, ‘Plekgedichten’ (2008-heden). Plekgedichten (sinds 2012 'On-Site Poetry') zijn teksten in het publieke domein, die qua inhoud en vorm aansluiten bij de locatie waar ze worden verwezenlijkt. Swarth neemt de teksten voor zijn rekening, typograaf Sander Neijnens tekent voor de vormgeving.

### Poëzie en proza
Swarth publiceerde vier dichtbundels: 'Naked City Poems' (2007, teleXpress); 'Mondo Manga!' (2009, Uitgeverij IJzer), 'Mijn onsterfelijke lever' (2012, Uitgeverij IJzer) en 'Grensoverschrijvend gedrag' (2025, Uitgeverij IJzer). 
Over zijn poëzie zegt Nick Swarth: “Het dichterschap doet recht aan de absurditeit van het bestaan, omdat het even zinloos is als dat bestaan zelf.” De stad als sociaal en planologisch fenomeen speelt een prominente rol in zijn werk. Hij ziet “een gedicht als een straat: een conglomeraat van sferen, een deels door willekeur ingegeven verband, dat niet in zijn geheel te bevatten valt. Onze samenleving is erg gericht op verstandelijk begrijpen. Anders dan een beeld, of een akkoord, is tekst meteen geladen met betekenis. Maar dit causale verstaan, waarin de taal een vehikel voor de rede is, is maar één manier van begrijpen. Ik zoek naar een andere wijze van uitdrukken. Ik gebruik retorische technieken, waarbij me elk denkbaar register ter beschikking staat, om te raken aan iets onzegbaars.’
'Grensoverschrijvend gedrag' gaat vergezeld van een statement waarin Swarth pleit voor het onvrije woord: "Het onvrije woord is niet het woord dat niet gezegd mag worden, maar het woord dat weigert volledig aan het licht te treden, dat fluit vanuit de schaduw, dat zich niet eendimensionaal laat duiden. Het onvrije woord is niet schimmig of onscherp, het is juist helder en klaar, maar gelaagd." 

In 2020 verscheen zijn debuutroman '1980 - De plasserparadox' (Uitgeverij IJzer), als eerste deel van een trilogie. Deel 2, ‘1980 - ik, de zelfzuchtige aap’ (Uitgeverij IJzer) verscheen medio november 2023.

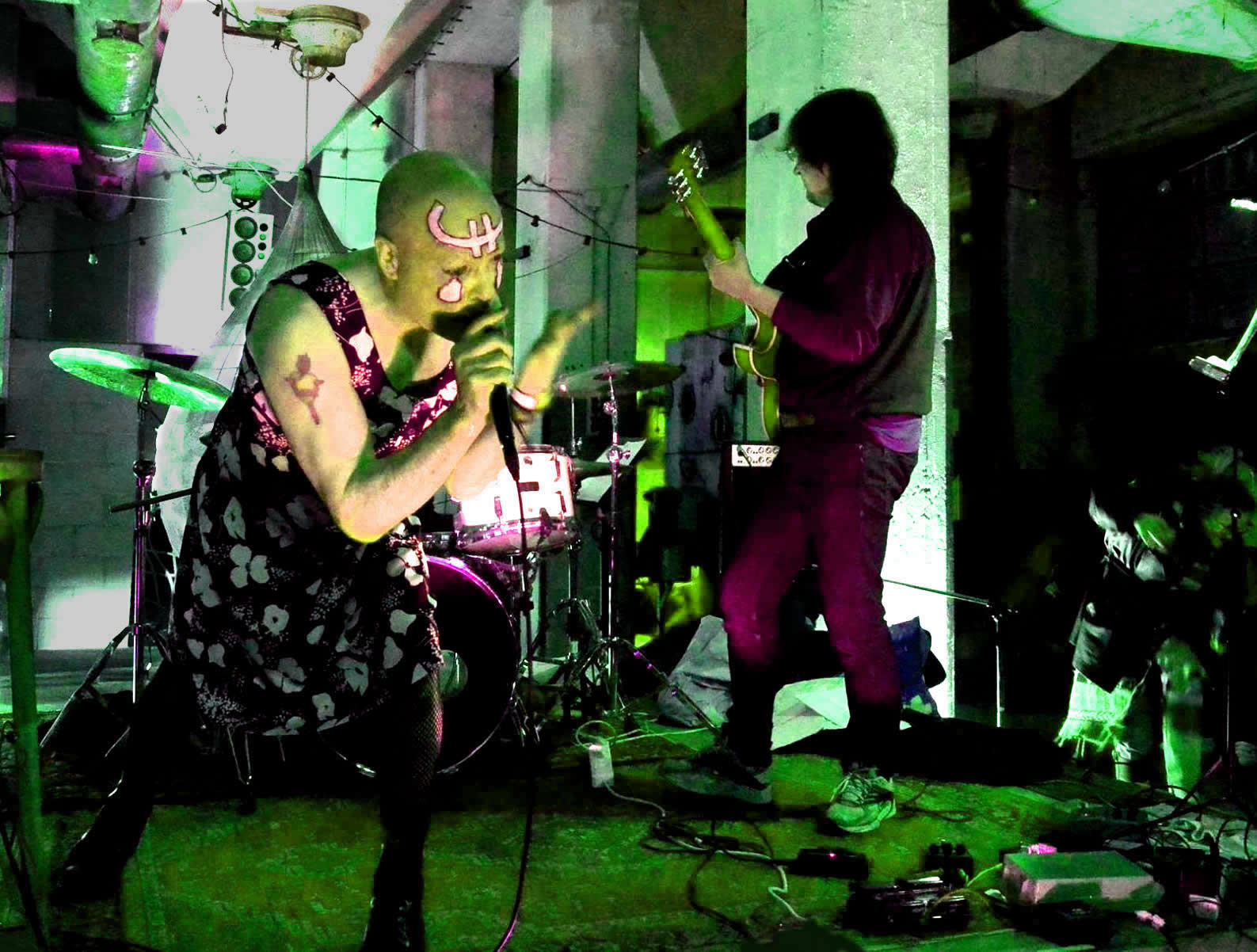
Betonfraktion v.l.n.r. Nick J. Swarth, Frank Crijns

### Betonfraktion
Sinds 2008 maakt Swarth deel uit van het trio Betonfraktion, dat hij oprichtte met gitarist en componist Frank Crijns. Aanvankelijk nam Ries Doms de drums voor zijn rekening (2008-2009), later Maartje ‘Marzj’ Simons (2009-2014). De huidige drummer is Kees 'Provocase' Swanenberg. Het trio omschrijft de muziek als guerrilla rock of post-punk. In 2011 verscheen de LP ‘Snake Nation Crop Duster’. In 2014 verscheen de EP ‘Sure ‘Nuff ’n  Yes We Do’. In 2016 verscheen 'I Changed My Sex'. In 2025 verschijnt 'His Master's Spunk', na het overlijden van gitarist Frank Crijns (mei 2024) meteen ook de laatste cd van de band.